# 77 Sunset Strip
77 Sunset Strip ist eine US-amerikanische Fernsehserie um das gleichnamige, in Los Angeles am Sunset Boulevard angesiedelte Detektivbüro.

## Handlung
Die ehemaligen Geheimagenten Stuart Bailey und Jeff Spencer betreiben ein Detektivbüro in Los Angeles. Später rückt der Parkplatzwächter Kookie in die Garde der Detektive auf und erhält ein eigenes Büro in der Detektei. Unterstützt werden sie von Roscoe, einem passionierten Wetter in Pferderennen, und von der Telefonistin Suzanne Fabray, die mit ihrem französischen Akzent für die Exotik in der Serie zuständig ist. In der dritten Staffel (1960/1961) gehört auch Rex Randolph zu den Ermittlern. Auf der Polizeiseite bekommen die Detektive Unterstützung von Lt. Gilmore.

## Hintergrund
Das coole Auftreten der Protagonisten traf den Zeitgeist der jungen Generation und Edward Byrnes avancierte zu einem Teenager-Idol. 1959 landete er, begleitet von Connie Stevens, einen Charts-Hit mit Kookie, Kookie, Lend Me Your Comb. Dieser Treffer trug dazu bei, dass sich am Ende dieses Jahres die Serie bis auf Rang sechs des Nielsen-Ratings vorarbeiten konnte. Das Lied nahm Bezug auf die Tatsache, dass sich Kookie in der Serie ständig mit einem Taschenkamm die Haare kämmt. Er wurde in der deutschen Fassung von Hans Clarin mit kieksender Stimme synchronisiert, der mit dieser Rolle den Durchbruch als Synchronsprecher schaffte. 1962 sang Gitta Lind zu der Musik von Martin Böttcher und einem Text von Hans Hee den Titel Kookie, zu dem Clarin mit seiner markanten Stimme diverse Texteinwürfe im „Kookie-Sound“ beisteuerte.
Byrnes forderte daher für die zweite Staffel eine höhere Gage und einen bedeutsameren Rollenpart in der Serie. Zuvor hatte er zur Lösung der Fälle außer gelegentlichen Hilfstätigkeiten (z. B. Beschattungen, Überwachungen, Personenschutz), Fingerschnippen und coolen Sprüchen nicht allzu viel beigetragen. Er wurde daraufhin von der Produktionsfirma Warner Bros. Television während der zweiten Staffel vorübergehend von der Besetzungsliste gestrichen, musste aber wegen stürmischer Zuschauerproteste wieder besetzt werden.
In der Originalfassung kiekst Kookie nicht, sondern drückt sich in einem speziellen Hipster-Slang aus, so redet er die „gesetzteren“ Detektive meist mit „Dad“ (dt. „Vati“ oder „Väterchen“) an. Charakteristisch für Kookies Image ist auch sein originelles Fahrzeug: ein Hot Rod mit viel Chrom und Flammenlackierung (der im wirklichen Leben seinem Erbauer Norm Grabowski gehörte und für die Serie angemietet wurde).
In vielen Episoden ist nur einer der beiden Detektive (Bailey oder Spencer) als Hauptfigur zu sehen, der jeweils andere tritt allenfalls in einer kurzen Szene auf. Dies ermöglichte es, mit zwei Drehteams zwei Episoden gleichzeitig zu drehen, wobei die Nebenfiguren (Kookie, Suzanne, Roscoe) beiden Detektiven assistieren konnten.
Schöpfer der Serie war Roy Huggins, bekannt durch weitere Serienschöpfungen wie Auf der Flucht, Detektiv Rockford – Anruf genügt und Maverick. Eine Besonderheit stellt die Folge Ein Fall ohne Worte dar. In der spannenden Folge wird kein einziges Wort gesprochen. Was die Bilder alleine nicht erklären können, ersetzen wenige kurze Notizen, die an passender Stelle auftauchen. Der ermittelnde Detektiv ist Jeff Spencer, das Drehbuch schrieb Jeff-Spencer-Darsteller Roger Smith. Ungewöhnlich ist auch die Folge Reserviert für Mr. Bailey: Efrem Zimbalist jr. gibt hier eine Solovorstellung, während der ganzen Folge tritt außer Bailey niemand im Bild auf.
77 Sunset Strip zählte zu einer Reihe zeitgleich von Warner Bros. produzierter Krimiserien. Mittels Handlungsüberschneidungen traten die Figuren von 77 Sunset Strip auch in Surfside 6 und Hawaiian Eye auf. Die Figur des Rex Randolph wurde bereits in der Serie New Orleans, Bourbon Street eingeführt.
Die titelgebende Adresse der Detektei ist fiktiv. Das Gebäude, in dem sich in der Serie die Detektei befindet, gab es wirklich. Die wahre Adresse des in der Serie gezeigten Hauseingangs zur Detektei lautete 8532 Sunset Boulevard – dort befand sich zur Zeit der Serie das Büro der Mary Webb Davis Modellagentur. Auch das benachbarte Restaurant Dino’s Lodge – das seinerzeit Dean Martin gehörte und in der Serie Kookie als Parkplatzwächter beschäftigt – gab es wirklich, seine Adresse lautete 8524 Sunset Boulevard. Beide Häuser sind mittlerweile neuer Bebauung gewichen. Nur noch eine Inschrift im Bürgersteig auf Höhe des früheren Restaurants erinnert an die Fernsehserie. Die Fassaden wurden im Warner-Brothers-Studio nachgebaut, wo die Dreharbeiten größtenteils stattfanden.
Von den zwischen 1958 und 1964 produzierten 206 Folgen kamen 61 in synchronisierter Fassung ins deutsche Fernsehen.

## Medien
Auf der CD 77 Sunset Strip, WB 936 247 762-2, befinden sich 13 instrumentale Titel in Stereo aus der Serie von 1959.

## Episodenliste
Beruht auf der Ausgabe der PIDAX-Serienklassiker auf 9 DVDs von 2021.
| Episode | Titel                        | Original-Episode und -titel           |
| 1       | Einladung auf eine Jacht     | 003 (S1E03) A Nice Social Evening     |
| 2       | Geschäft mit dem Tod         | 004 (S1E04) Casually                  |
| 3       | Mit falschem Chip            | 005 (S1E05) The Bouncing Chip         |
| 4       | Zwei und zwei macht sechs    | 006 (S1E06) Two and Two Make Six      |
| 5       | Noch einmal gestern          | 007 (S1E07) All Our Yesterdays        |
| 6       | Kommen Sie heute abend       | 008 (S1E08) The Well-Selected Frame   |
| 7       | Mord im College              | 018 (S1E18) Conspiracy of Silence     |
| 8       | Der braune Bär               | 019 (S1E19) Eyewitness                |
| 9       | Helfen Sie einem Polizisten  | 020 (S1E20) Lovely Alibi              |
| 10      | Mr. Bakers Geheimnis         | 023 (S1E23) The Pasadena Caper        |
| 11      | Geheimauftrag                | 031 (S1E31) Downbeat                  |
| 12      | Rubinaffaire                 | 032 (S1E32) Canine Caper              |
| 13      | Anruf 10 nach 12             | 034 (S1E34) Strange Girl in Town      |
| 14      | Ein Fall für Kookie          | 036 (S2E02) The Kookie Caper          |
| 15      | Eine nette Tochter           | 041 (S2E07) The Treehouse Caper       |
| 16      | Ein Mädchen aus Texas        | 045 (S2E11) The Texas Doll            |
| 17      | Zwei Amerikaner in Paris     | 046 (S2E12) Vacation with Pay         |
| 18      | Zehn Cent und ein Drink      | 052 (S2E18) Ten Cents a Death         |
| 19      | Wer öffnet den Safe          | 053 (S2E19) Who Killed Cock Robin     |
| 20      | Interview mit einem Verräter | 064 (S2E30) Genesis of Treason        |
| 21      | Ein Fall ohne Worte          | 069 (S2E35) The Silent Caper          |
| 22      | Horoskop für ein festival    | 075 (S3E05) The Widescreen Caper      |
| 23      | Es begann mit Bonaparte      | 091 (S3E21) The Corsican Caper        |
| 24      | Die Legende von Leckonby     | 098 (S3E28) The Legend of Leckonby    |
| 25      | Passen Sie auf Notch auf     | 099 (S3E29) Old Card Sharps Never Die |
| 26      | Fall in c-moll               | 100 (S3E30) Vamp 'til Ready           |
| 27      | Der Zelluloid-Cowboy         | 103 (S3E33) The Celluloid Cowboy      |
| 28      | Eine Falle aus Draht         | 104 (S3E34) The Eyes of Love          |
| 29      | Das schwarze Cape            | 113 (S4E04) The Inverness Cape Caper  |
| 30      | Sie kamen zu dritt           | 117 (S4E08) The Cold Cash Caper       |
| 31      | Dr. med. Spencers Rezept     | 118 (S4E09) The Missing Daddy Caper   |
| 32      | Wem galt die Kugel           | 123 (S4E14) Bullets for Santa         |
| 33      | Der Chromsarg                | 124 (S4E15) The Chrome Coffin         |
| 34      | Versteck für Danny           | 130 (S4E21) Brass Ring Caper          |
| 35      | Eins und eins ist eins       | 132 (S4E23) The Parallel Caper        |
| 36      | Fünfzehn Jahre danach        | 133 (S4E24) Twice Dead                |
| 37      | Auf gefährlichen Straßen     | 137 (S4E28) Violence for Your Furs    |
| 38      | Spezialist für Diamanten     | 143 (S4E34) The Gemmologist Caper     |
| 39      | Es geht um Gilmore           | 146 (S4E37) Framework for a Badge     |
| 40      | Ein Bombenfall               | 147 (S4E38) Pattern for a Bomb        |
| 41      | Eine alte Rechnung           | 148 (S4E39) Upbeat                    |
| 42      | Wer zweimal lügt             | 157 (S5E07) Wolf! Cried the Blonde    |
| 43      | Ein Fall für Suzanne         | 164 (S5E14) The Tarnished Idol        |
| 44      | Unter Gangstern              | 167 (S5E17) Crash Out!                |
| 45      | Pelze und Kugeln             | 169 (S5E19) Six Feet Under            |
| 46      | Die Schwester                | 171 (S5E21) Dial "S" for Spencer      |
| 47      | Der Mann, der zweimal starb  | 174 (S5E24) The Man Who Wasn't There  |
| 48      | Treffpunkt in Murdo Springs  | 184 (S5E34) Your Fortune for a Penny  |
| 49      | Ein Star aus Schweden        | 186 (S5E36) Never to Have Loved       |